# Weninger Richárd
Weninger Richárd (Versec, 1934. december 21. – Szeged, 2011. november 2.) hárfás, karmester és zenepedagógus.

## Élete
Német gyökerű, de magát magyarnak valló vajdasági zenészcsaládból származott, édesapja hegedűművész volt. 1943-ig Belgrádban éltek, majd Budapestre költöztek, ennek ostroma után Vaszy Viktor meghívására Szegedre települtek.
Kezdetben zongoraművésznek készült, konzervatóriumi tanulmányait azonban zongora és hárfa szakokon folytatta a Szegedi Zeneművészeti Szakiskolában 1950-től kezdve. Hárfatanára Reményi Zsuzsanna volt. Érettségi után az ütő tanszakot is felvette, Szatmári Gézánál pedig zeneszerzést tanult. Tanulmányait 1955-től a budapesti Zeneakadémia hárfa tanszakán folytatta. Tanára Rohmann Henrik hárfás, zongora és zeneszerzés tanára pedig Reschofsky Sándor volt. Hárfa művésztanári diplomáját 1960-ban szerezte meg.
Mivel hárfásként nem talált munkát, ezért 1958-tól 1961-ig a Vasas Központi Művészegyüttes korrepetitora volt. Ezután két évig az NDK-ban dolgozott mint korrepetitor, karigazgató és hárfás. Vaszy Viktor újabb hívására 1963-ban hazatért és a Szegedi Szimfonikus Zenekar tagja lett. 1977-ig játszott az együttesben. Hárfásként rendszeresen adott zenekari kíséretes és szólóhangversenyeket. A kezdeti években e mellett ütősként fellépett egy tánczenekarban, dzsesszzongoristaként pedig egy bárban szerepelt. 1980-ban megalapította a Weiner Kamarazenekart, melyet vezényelt is. Számos ősbemutató és magyarországi bemutató fűződik a nevéhez, együttesével gyakori vendég volt az ország és Európa hangversenytermeiben. Olyan művészekkel játszott együtt, mint Fischer Annie, Ruggiero Ricci, Ruha István, Pauk György, Frankl Péter, Valentyin Fejgin, Krausz Adrienn, Matuz István és a Bartók vonósnégyes. Közel 20 hanglemez-felvétele jelent meg.
Zenepedagógusi munkája 1965-ben indult. A Szegedi Zeneművészeti Szakközépiskolában és a Liszt Ferenc Zeneművészeti Főiskola Szegedi Tagozatán, illetve az utóbbi jogutódjaként létrejött SZTE Szegedi Konzervatóriumában hárfát, hárfás kamarazenét és kamarazenét tanított. Ezeknek az iskoláknak 1976-tól egyben az igazgatója is volt. 1978-ban 10-18 éves korú fiataloknak főiskolai előkészítő tagozatot létesített, 1983-ban pedig a Tagozat egyetemi képzési jogának megszerzését irányította. Az intézmény élén 2000-ig, 24 éven át állt, ami rendkívüli a felsőoktatásban. A hivatali munka azonban elvonta a figyelmét a hárfáról, ezért kezdett foglalkozni a kamarazenével.
1976 és 1990 között a Magyar Zeneművészek Szövetsége elnökségének tagja, a szövetség dél-magyarországi csoportjának titkára volt. 1996-2006-ig a Magyar Zeneiskolák és Művészeti Iskolák Szövetsége elnökségi tagja volt.

## Fontosabb felvételei
- Fiatal zeneszerzők csoportja 3. Hungaroroton, SLPX 31144
- Vántus István: Gemma, Toll, Sound Groups, Naenia, The Golden Coffin, Reflections, Ecloga. Hungaroton, HCD 31793
- Balassa Sándor: Works for Chamber Orchestra. Hungaroton, HCD 32636

## Díjai
- Liszt Ferenc-díj (1989)
- Artisjus-díj (1992)
- Weiner Leó Zenepedagógiai Díj (1994)
- Szegedért Emlékérem (1995)
- Magyar Felsőoktatásért Emlékplakett (2000)
- Weiner Leó Emlékdíj (2009)

## Külső hivatkozások
- ARC-MÁS. Weninger Richárd portréfilm. TiszapART TV youtube.com